# Ekkehard Streletzki

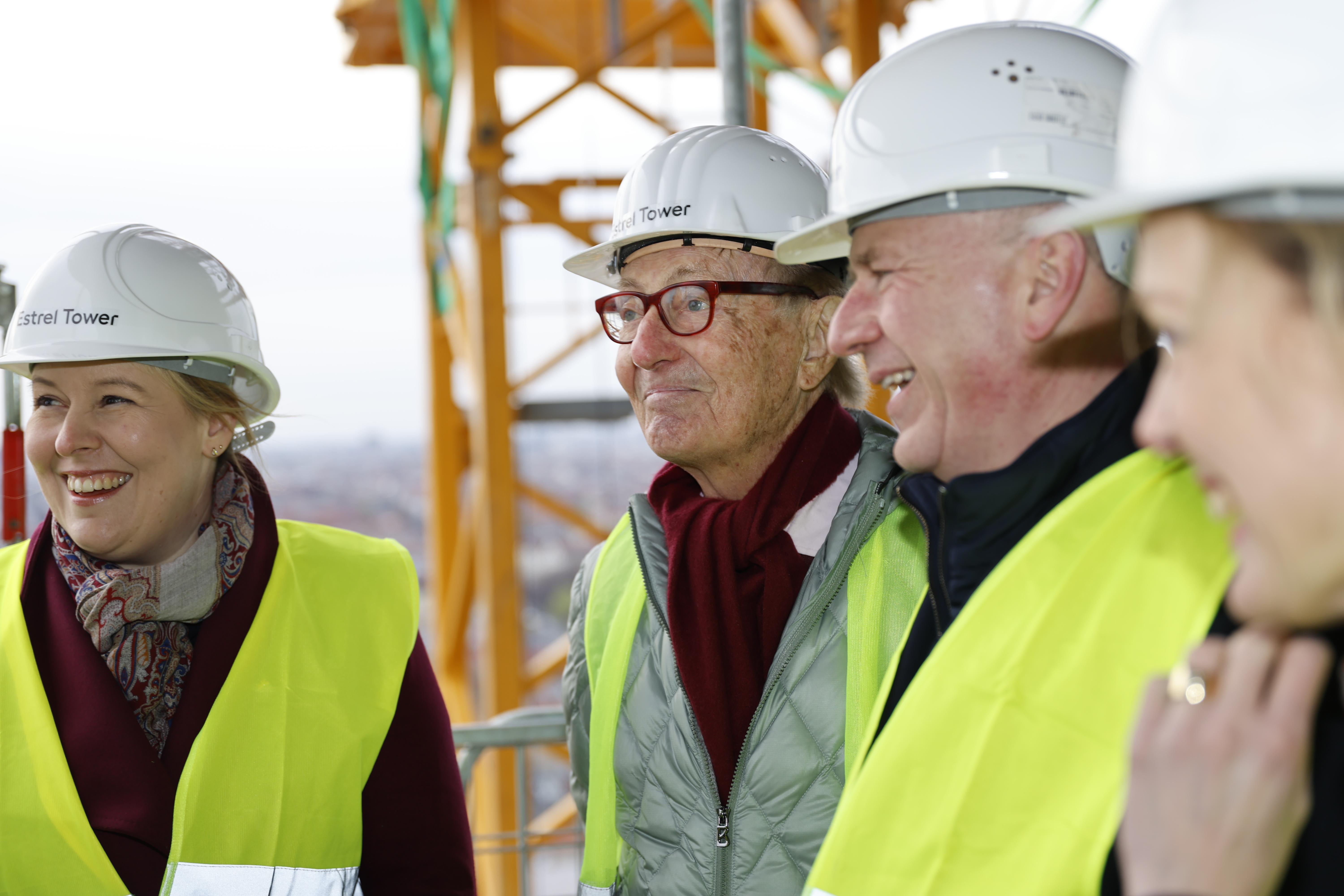
Ekkehard Streletzki (2. v.l.) 2024 auf der Estrel-Tower-Baustelle

Ekkehard Hagen Streletzki (* 11. August 1940 in Wissen) ist ein deutscher Unternehmer und Hotelier. Unter anderem ist er Eigentümer des Business- und Eventhotels Estrel in Berlin-Neukölln und ist Geschäftsführer der Saramartel Handels- und Beteiligungsgesellschaft mbH & Co. KG.

## Kindheit, Jugend und Ausbildung
Ekkehard Streletzki wuchs in Hamm an der Sieg im Elternhaus seiner Mutter auf, dem Geburtshaus Friedrich Wilhelm Raiffeisens. Der Vater Streletzkis, dessen Familie ein kleines Hotel in Ratibor besaß, stammte aus Schlesien.
Eckehard besuchte die Schule in Wissen und begann anschließend an der Fachhochschule für Bauwesen in Koblenz ein Studium zum Bauingenieur mit Schwerpunkt Statik, das er mit einem Diplom abschloss.

## Beruflicher Werdegang

### Unternehmer
Ab 1963 arbeitete Ekkehard Streletzki als Statiker in einem Prüfstatikbüro in München. 1967 gründete er in München sein eigenes Büro für Statik. 1972 gründete er ein Statikbüro in Teheran. In Saudi-Arabien arbeitete sein Statikbüro für ein Bauprojekt, wo neue Hochhäuser und ein Einkaufszentrum entstanden.
1976 gründete Ekkehard Streletzki in München das Dienstleistungsunternehmen Diabos. Die Firma beschäftigt sich mit der Zerlegung von Beton mithilfe von Diamantsägen und -bohrern. In den folgenden Jahren eröffnete Streletzki acht weitere Filialen von Diabos in deutschen Großstädten. Kurz vor der Wiedervereinigung stieg er aus dem Unternehmen aus und übergab es an seine Mitarbeiter.
Ab Beginn der 1990er Jahre gründete Ekkehard Streletzki weitere Firmen und übernahm Firmenbeteiligungen in Berlin und den Neuen Ländern. Dazu zählte Uwetec, ein Unternehmen aus dem Bereich der Umwelttechnik, das er 1992 übernahm. Es befasste sich mit der Umsetzung verschiedener Infrastruktur- und Energieprojekte, unter anderem mit der Errichtung eines energieeffizienten Ziegelwerks in Moskau.
Einige der Firmen und Firmenbeteiligungen, die Ekkehard Streletzki ab Beginn der 1990er Jahre übernahm, sind unter dem Dach seiner Holding Saramartel Handels- und Beteiligungsgesellschaft mbH & Co. KG, Berlin, zusammengefasst. Saramartel beschäftigt insgesamt rund 600 Mitarbeiter.

### Hotelier
1994 eröffnete Ekkehard Streletzki das Estrel-Hotel an der Sonnenallee in Berlin-Neukölln auf einem ehemaligen Industriegebiet. Einer der Gründe für die Eröffnung des Estrel waren die hohen Hotelpreise im Berlin der beginnenden neunziger Jahre.  Ekkehard Streletzki, der bei Dienstreisen häufig nach Berlin kam, entschied sich, selbst ein Hotel zu bauen, das gute Hotelzimmer zu günstigen Preisen bietet. Bis dahin hatte sich Streletzki nicht mit Hotels befasst und, wie er selbst einräumt, nichts von Hotels verstanden. Heute ist es nicht nur Deutschlands größtes Hotel, sondern galt zeitweise auch als das wirtschaftlich erfolgreichste Hotel, weil dort schon mit einer Zimmerauslastung von nur 35 Prozent Geld verdient wurde.
2007 eröffnete Streletzki sein zweites Hotel in der Bundeshauptstadt, das Ellington Hotel Berlin in der Nürnberger Straße. Im Jahr 2009 eröffnete er ein weiteres Hotelprojekt, das „Restaurant & Hotel“ im Schloss Britz. Ekkehard Streletzki hält außerdem Anteile am Filmpark Babelsberg in Potsdam.

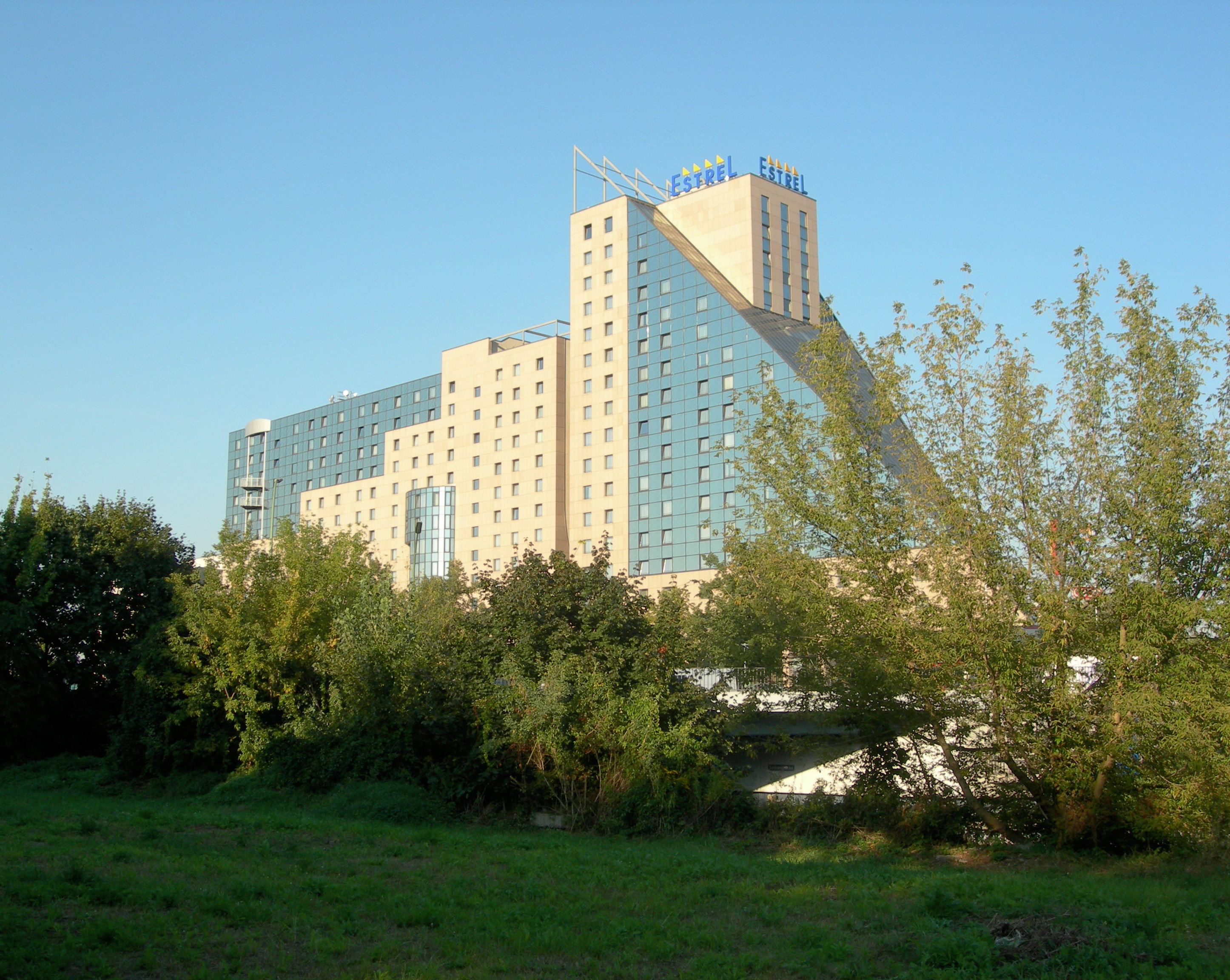
Das Estrel-Hotel

## Das Estrel-Hotel
Das Estrel-Hotel ist mit 1125 Zimmern und Suiten der größte Hotelkomplex Deutschlands. Der Name des Hotels setzt sich aus dem Anfangsbuchstaben des Vornamens und der ersten Silbe des Nachnamens seines Eigentümers zusammen. Weiter brachte Streletzki das Konzept für sein Hotel selbst in einem Slogan auf den Punkt: „Vier Sterne Hotel zum Zwei-Sterne-Preis“.
Dem Hotel angeschlossen ist das Estrel Festival Center mit einer bis zum Ausbruch und nach dem Ende der COVID-19-Pandemie täglichen Las-Vegas-Live-Show „Stars in Concert“ und die Convention Hall, die Platz für rund 6000 Menschen bietet. Für 100 Millionen D-Mark wurde 1999 das Estrel zudem um ein Convention Center für Veranstaltungen erweitert. Hier finden pro Jahr bis zu 1800 Veranstaltungen statt. Deren thematische Bandbreite reicht von Parteitagen, Messen und Kongressen über Boxkämpfe bis hin zu Medienveranstaltungen. Bis 2024 soll der Komplex um den Estrel Tower erweitert werden, der mit 176 Metern das höchste Gebäude Berlins werden soll.

## Familie
Ekkehard Streletzki ist seit 1988 in zweiter Ehe mit Sigrid Streletzki verheiratet. Das Paar hat zwei erwachsene Kinder, einen Sohn und eine Tochter. Ein weiterer Sohn aus erster Ehe ist im Unternehmen Ekkehard Streletzkis tätig.

## Auszeichnungen
- 2000: Hotelier des Jahres[10] (Allgemeine Hotel- und Gastronomie-Zeitung) (AHGZ)
- 2005: Verdienstkreuz am Bande des Verdienstordens der Bundesrepublik Deutschland für sein Lebenswerk und sein soziales Engagement[3]
- 2008/2009: Berliner Unternehmer des Jahres[3]
- 2023: Bundesverdienstkreuz 1. Klasse[11]

## Publikationen
- Interview mit Ekkehard Streletzki: „Warum haben Sie in ein Hotel investiert?“, Burkhard von Freyberg (Hg.): Hospitality Development: Hotelprojekte erfolgreich planen und umsetzen. 2014, ISBN 978-3-503-14482-2.